# Камілло Русконі
Камі́лло Руско́ні  (італ. Camillo Rusconi; 14 липня, 1658 — 8 грудня, 1728) — італійський скульптор доби бароко.

## Життєпис
Народився в Мілані, хоча його батьки походили з міста Тичіно.
Художню освіту опановував в Мілані в майстерні скульптора Джузеппе Руснаті (1650—1713). Згодом перебрався в Рим, де працював в майстерні скульптора Ерколе Феррата. Помічником у власну майстерню його узяв сам Лоренцо Берніні.
Серед перших творів в Римі — алегоричні фігури чотирьох чеснот в каплиці Людовізі в церкві Сан Іньяцо, а також декор в декількох римських церквах, серед яких церква Іль Джезу (єзуїтів), Сан-Сільвестро в Капіто, Сан-Сальваторе в Лауро і Санта Марія ін Валічелла.
Завдяки підтримці художника Джузеппе Бартоломео К'ярі (1654—1727), великого друга і учня Карло Маратті, Камілло Русконі отримав важливе замовлення на створення чотирьох скульптур апостолів для базиліки Сан Джованні ін Латерано. Офіційно замовлення зробив Папа Римський Клемент XI. Русконі виконав чотири скульптури у повний зріст з білого мармуру, а фігура Святого Матвія визнана шедевром майстра.
Над іншими скульптурами для базиліки Сан Джованні ін Латерано в цей же час працювали скульптори П'єр Легро молодший (1666—1719) та П'єр—Етьєн Монно (1657—1733), але вони отримали замовлення лише на дві фігури кожний. Три скульптори працювали в єдиній стилістиці римського барокового академізму, тому індивідуальні манери всіх трьох були наближені одна до одної.
Скульптор плідно працював у меморіальній пластиці, де теж виборов авторитет. Серед надгробків, що він створив, пишний надгробок Папи Римського Григорія XIII.
Мав у Римі власну майстерню, куди брав учнів. Серед учнів Камілло Русконі:
- П'єтро Браччі (1700—1773)
- Філіппо делла Валле (1698—1768)
- Джованні Баттіста Маіні (1690—1752)

## Вибрані твори
- «Євагеліст Матвій»;
- «Євагеліст Іван»;
- «Андрій Первозванний»;
- «Яків Зеведеїв»;
- «Папа римський Григорій XIII»;
- «Джулія Альбані»;
- «Надгробок папи Григорія XIII», Собор Св. Петра в Римі;
- «Надгробок Бартоломео Корсіно», Сан Джованні ін Латерано;
- «Надгробок Цезаря Фабретті», церква Санта Марія сопра Мінерва;
- «Джулія Альбані дельї Олівьєрі», погруддя, Відень, Австрія.

## Галерея вибраних творів

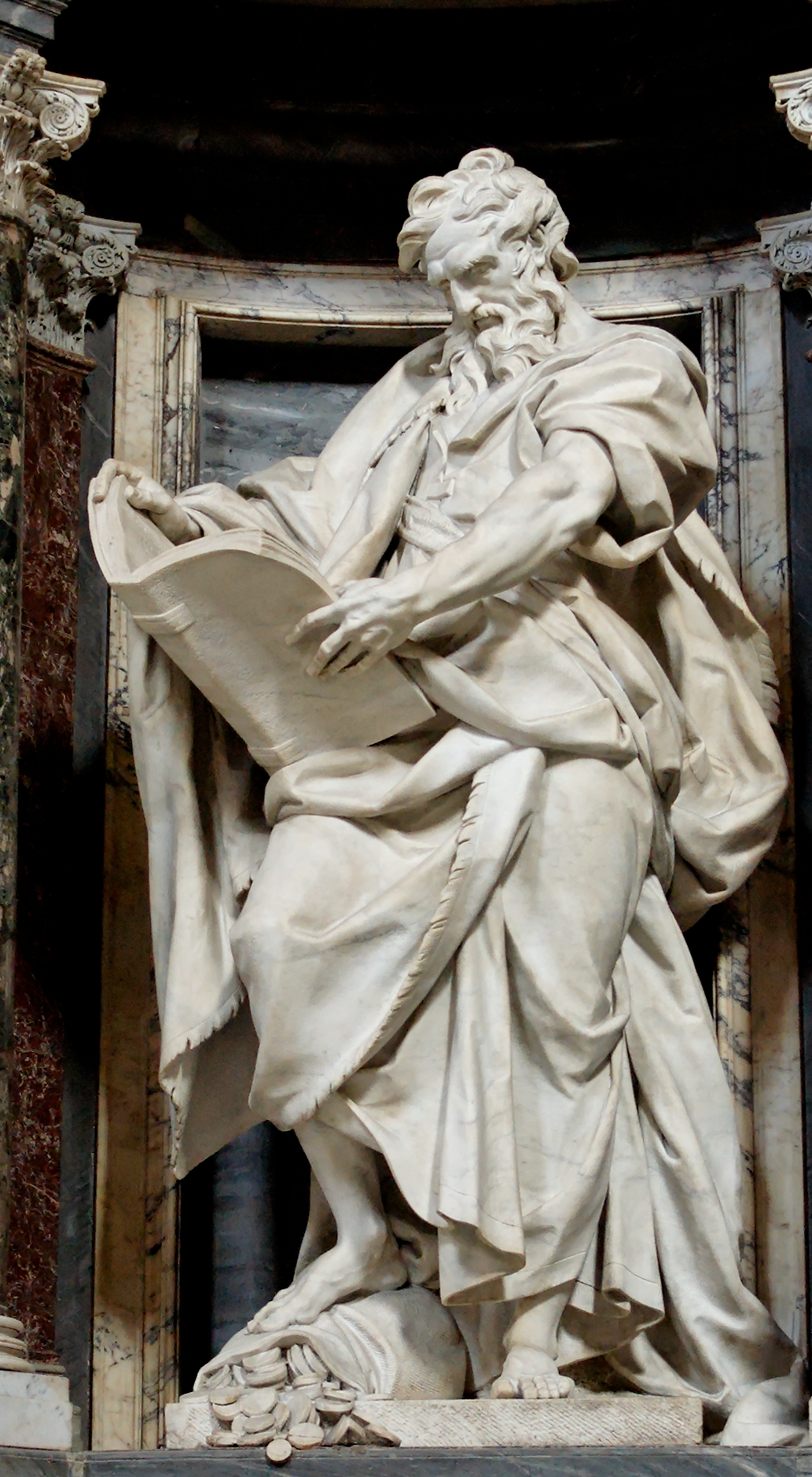
Ск. Камілло Русконі. «Євангеліст Матвій»

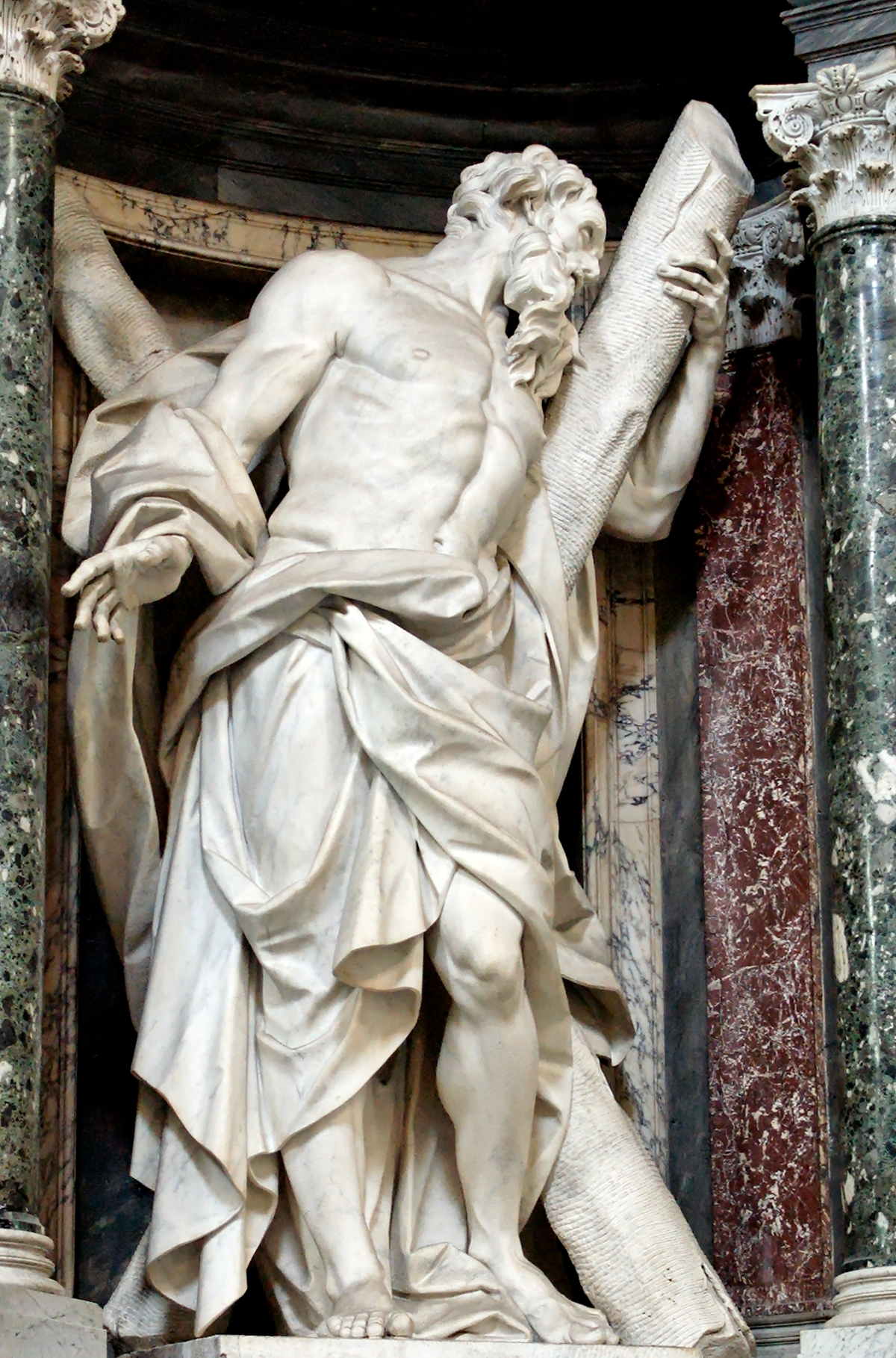
«Св. Андрій Первозванний»
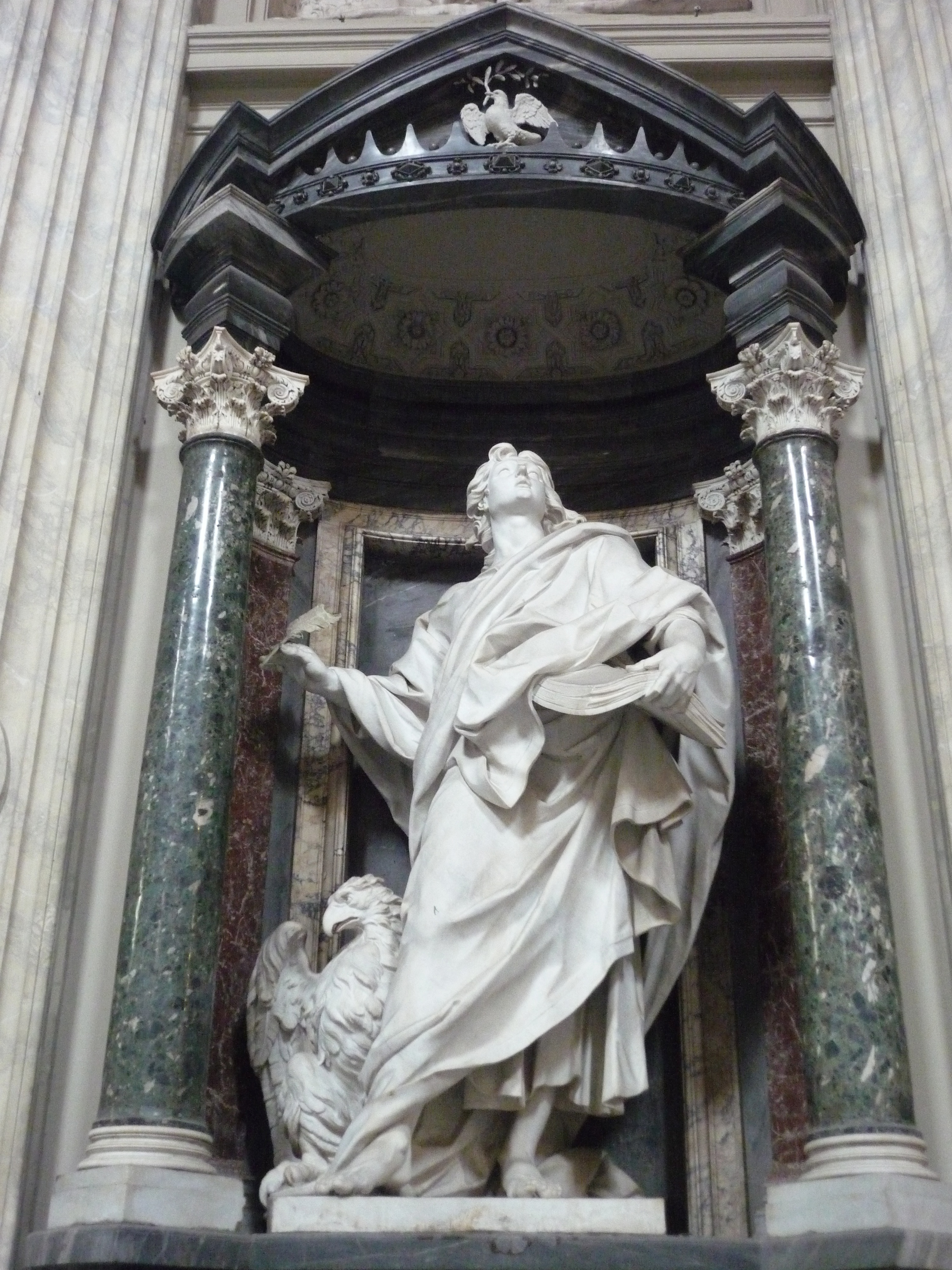
«Євангеліст Іван»
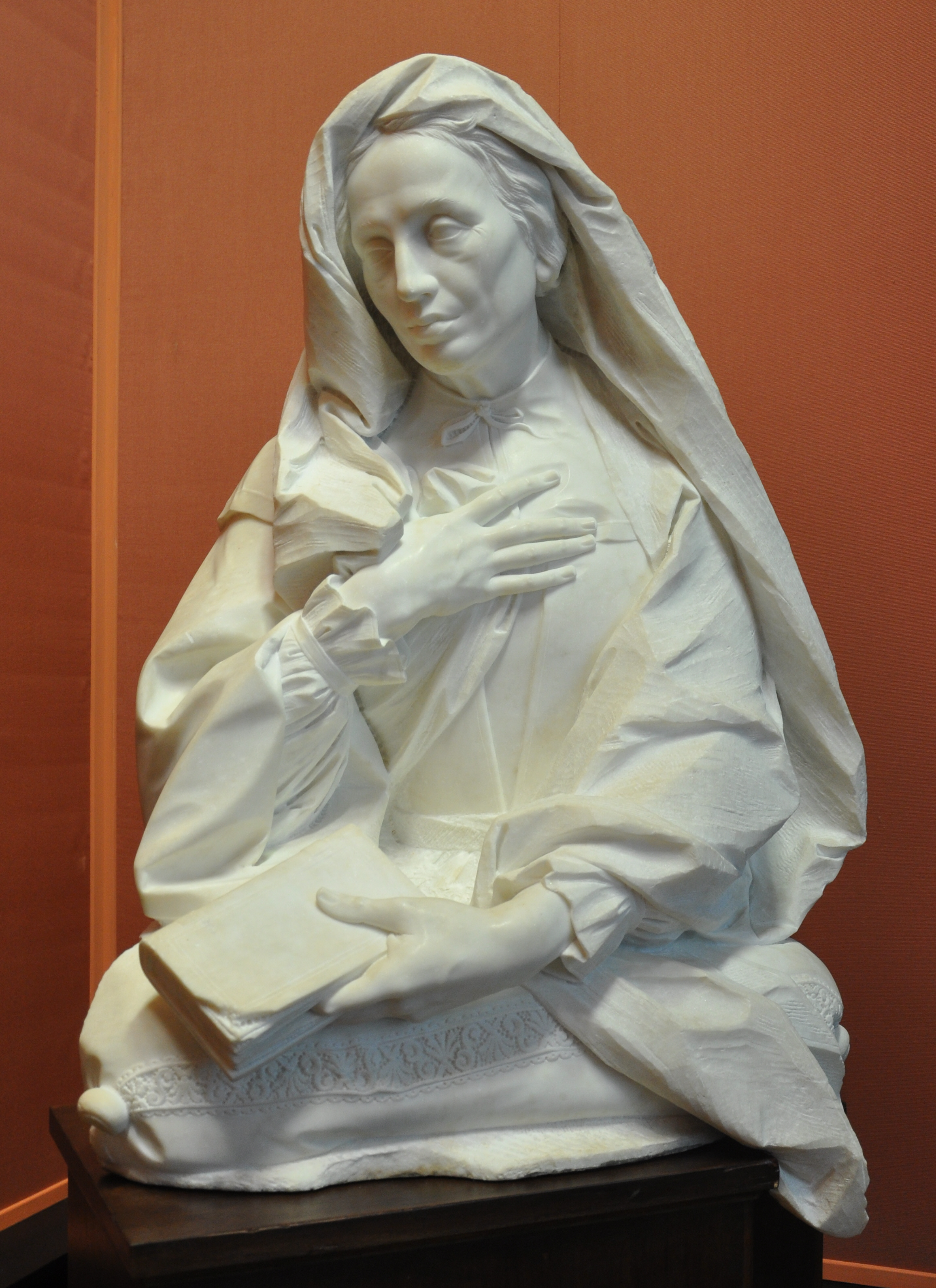
« Джулія Альбані дельї Олівьєрі», погруддя, Відень, Австрія
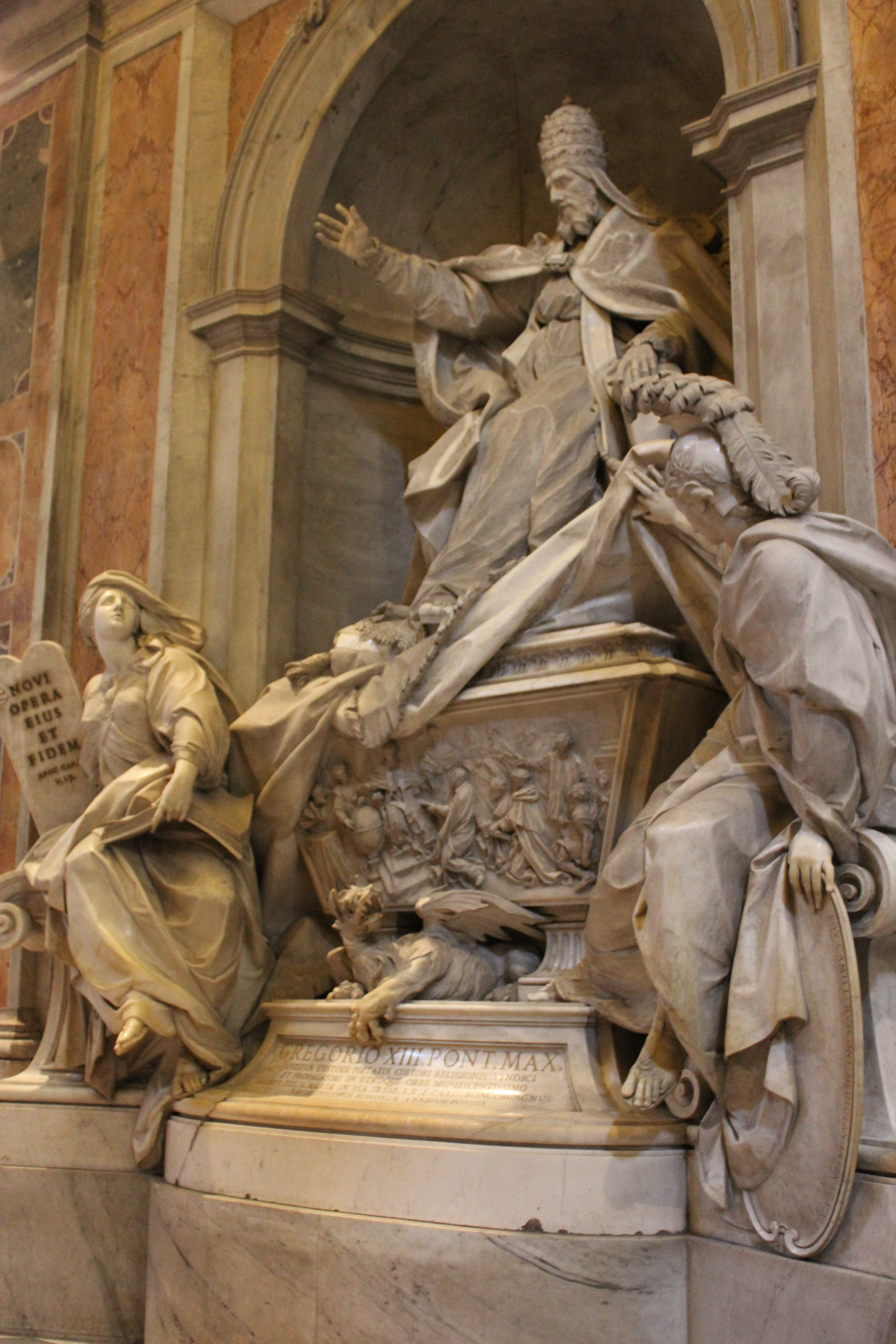
«Надгробок папи  Григорія XIII», Собор Св. Петра в Римі